# Щедрин, Семён Фёдорович
Семён Фёдорович Щедри́н (6 [17] апреля 1745, Санкт-Петербург — 1 [13] сентября 1804, там же) — русский живописец, последователь классицизма, один из наиболее значимых пейзажистов екатерининской эпохи; старший брат скульптора Феодосия Щедрина, дядя живописца Сильвестра Щедрина и архитектора Аполлона Щедрина. Академик (с 1779), советник (с 1785) и адъюнкт-ректор (с 1798) Императорской Академии художеств.

## Биография
Сын солдата лейб-гвардейского Преображенского полка. Первоначальное образование получил, по-видимому, в преображенско-полковой «счетной комиссии для обучения письма». В 1759 году, 14-ти лет от роду, был принят в число воспитанников Императорской Академии художеств. В 1765 году окончил Академию художеств с малой золотой медалью, званием художника с правом на чин XIV класса, с аттестатом 1-й степени и шпагой.
Щедрин был одним из семи выпускников Академии художеств 1767 года, получивших медали и заграничные командировки. Всех их отправили в Париж. В Париже они представились послу князю Д. А. Голицыну и писателю-просветителю Дени Дидро, которому Академия поручила руководство пенсионерами.
В Париже Щедрин работал под руководством итальянца Франческо Казановы, младшего брата знаменитого авантюриста; он изучал работы старых и современных художников. Под влиянием эпохи Просвещения, идея существования красоты не только в классических направлениях искусства, но также и в повседневной жизни и природе, Щедрин работал больше на пленэре. В Риме он попал под влияние идей классицизма, что искусство должно отражать работы древности, и таким образом продолжая их успех. Он так и не смог побороть это влияние.
Щедрин возвращается в Санкт-Петербург в 1776 году и вскоре получил звание «назначенного в академики»; тогда же ему было поручено преподавание в пейзажном классе. В том же году был определён живописцем при Кабинете Её Императорского Величества с обязанностью рисовать виды дворцов и парков Екатерины Великой, которые привели к возникновению таких работ как «Вид острова Большого пруда в Царскосельских садах» (1777), «Сельский двор в Царском Селе» (1777). После 1780 года Щедрин принимает участие в реставрации произведений императорской коллекции в Эрмитаже и в 1799 году он возглавляет новый класс пейзажной живописи. Кульминационным моментом его карьеры были 1790-е годы. Наиболее известные его работы этого периода это виды парков и дворцов в Павловске, Гатчине и Петергофа — «Мельница и башня Пиль в Павловске» (1792), «Вид Гатчинского дворца с Серебряного озера» (1798), «Вид Гатчинского дворца с Длинного острова» (1798), «Каменный мост в Гатчине» (1799—1801), «Вид Каменноостровского дворца через Большую Невку со стороны Строгоновского берега» (1803). Композиция всех его работ одинакова и соответствует правилам академического классицизма.
Получил звание академика (1779) за программу «Представить полдень, где требуется скот, пастухи и пастушки, частью лес, воды, горы, кусты и проч.». Советник Академии художеств (1785). Инспектор художественных классов (1787—1794). Член Совета Академии (с 1788). Адъюнкт-ректор (1796): неоднократно поручалось дирекция над Академией художеств. Заведующий гравировальным ландшафтным классом, учреждённом при Кабинете Её Императорского Величества (1799).
Был похоронен на Смоленском православном кладбище; в 1939 году перезахоронен в Александро-Невской лавре на Лазаревском кладбище — Некрополе XVIII века.

## Галерея

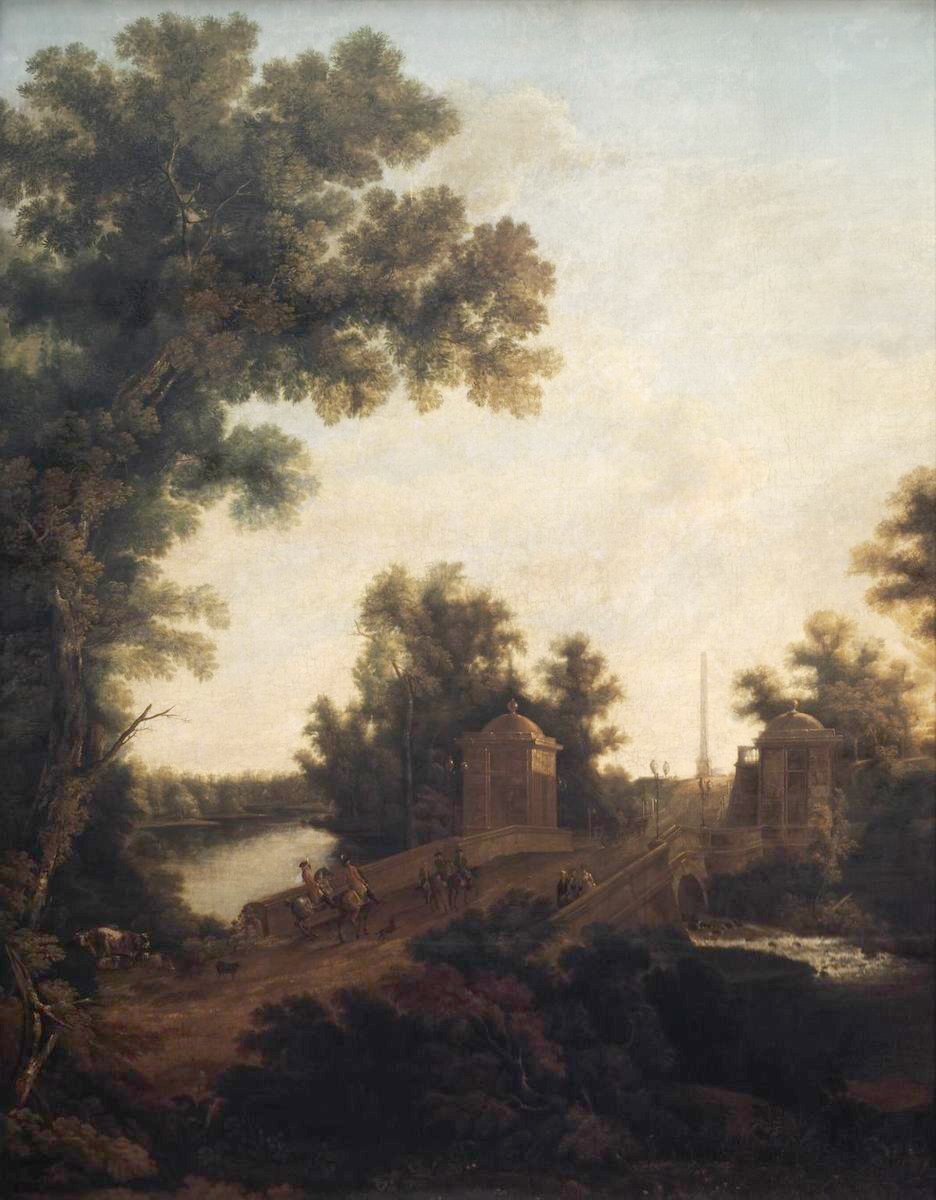
Каменный мост в Гатчине у площади Коннетабля
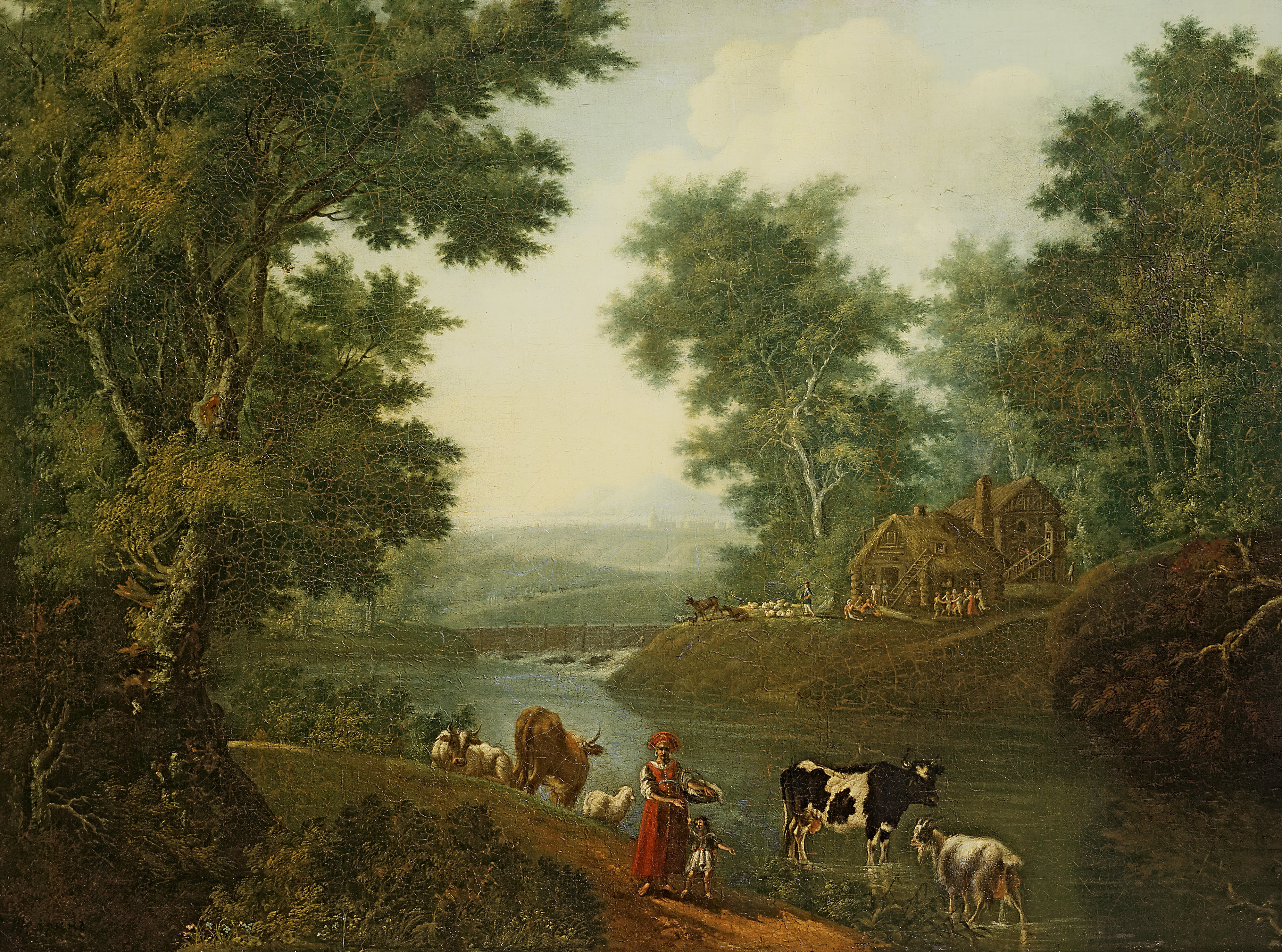
Пейзаж в окрестностях Петербурга
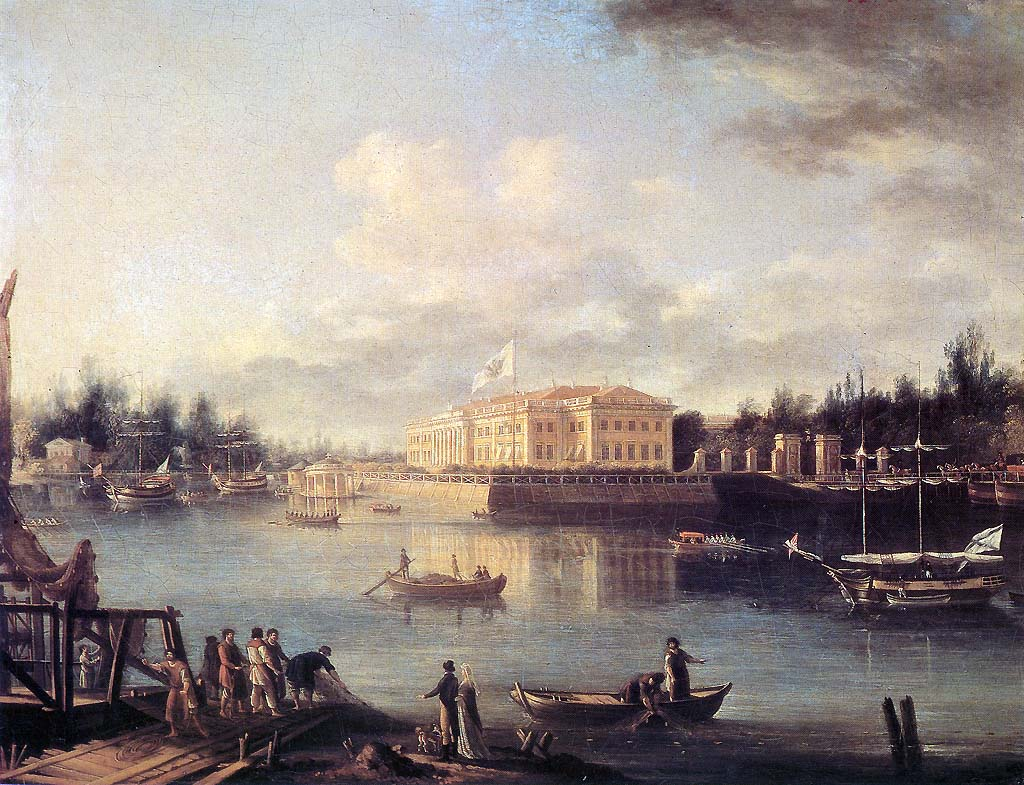
Вид Каменного острова и дворца в Санкт-Петербурге
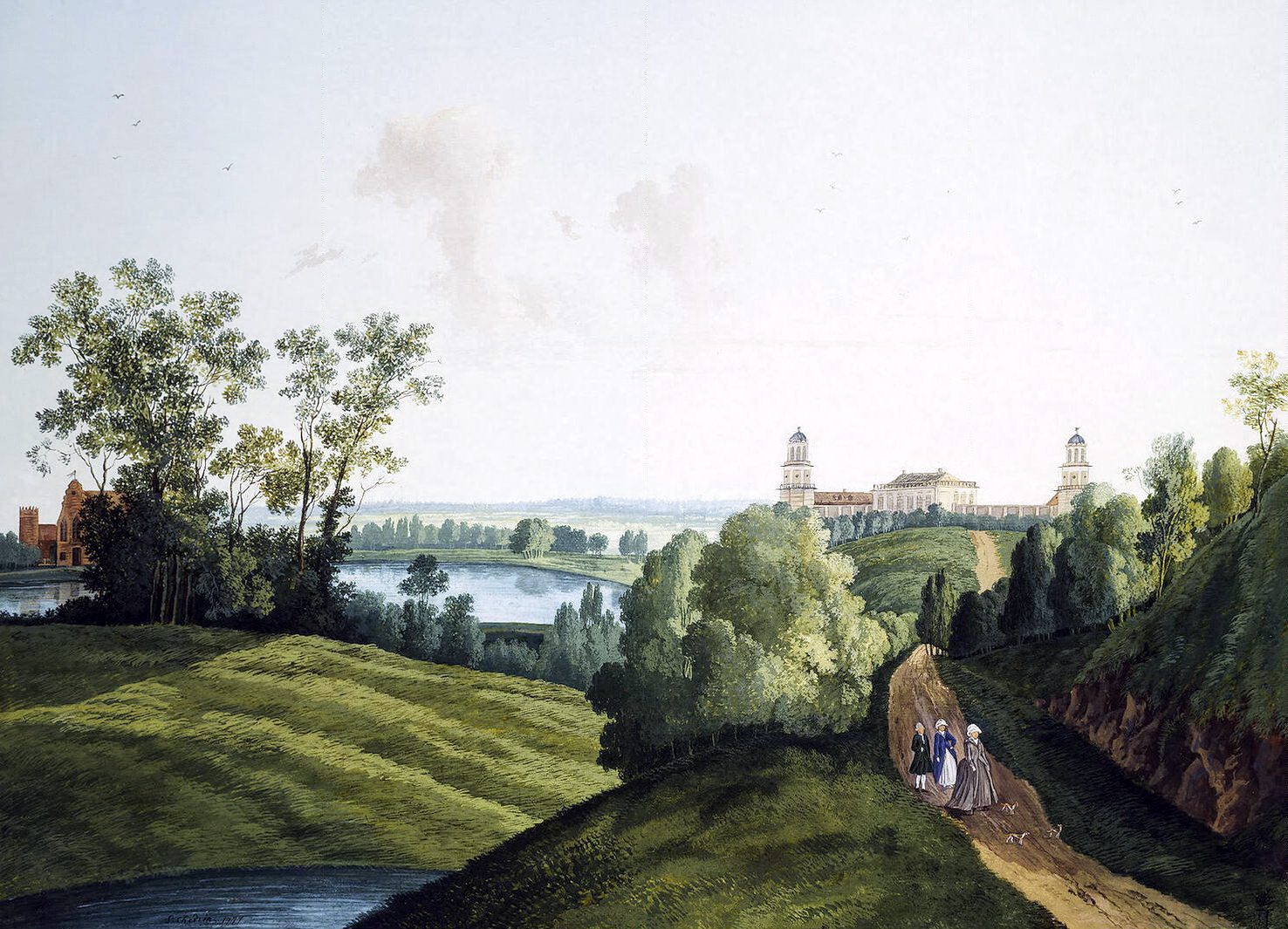
Пейзаж в Царскосельском парке с видом на ферму